# George A. Thompson
George Albert Thompson  (* 5. Juni 1919 in Swissvale, Pennsylvania; † 12. Mai 2017 in Palo Alto, Kalifornien) war ein US-amerikanischer Geologe und Geophysiker.
Thompson studierte am Pennsylvania State College mit dem Bachelor-Abschluss 1941 und am Massachusetts Institute of Technology mit dem Master-Abschluss 1942. Danach arbeitete er bis 1944 für den US Geological Survey und diente 1944 bis 1946 bei der US Navy. 1946 bis 1976 war er Geophysiker und Geologe beim US Geological Survey. Außerdem wurde er 1948 Lecturer, 1949 Assistant Professor und 1960 Professor für Geophysik an der Stanford University. 1979 bis 1982 stand er der Fakultät für Geologie vor und 1980 bis 1989 war er Otto N. Miller Professor für Geowissenschaften. 1987 bis 1989 war er Dekan der School of Earth Sciences.
Er befasst sich mit der Analyse der Struktur von oberem Mantel und tiefer Erdkruste aus geophysikalischen Daten (Seismik, Schwere) und dem Zusammenspiel magmatischer Prozesse in diesem Bereich und tektonischer Prozesse. Ein Schwerpunkt seiner Forschung ist die Basin and Range Province. 1964 entdeckte er mit Manik Talwani in diesem Gebiet eine Ausdünnung der Erdkruste aus geophysikalischen Daten und er identifizierte dies als Ursache der dortigen Hebungen. Die Dehnung der oberen Erdkruste wird dort durch Einfließen von Material in die tiefere Kruste ausgeglichen. In den 1980er Jahren untersuchte er Gebiete der Erde, in denen mafische und ultramafische Gesteine aus untere Kruste und oberer Mantel zu Tage treten (wie der Ivrea-Region) und wies nach, dass die Reflexionen an der Mohorovičić-Diskontinuität auf solche Gesteine zurückführbar sind. In jüngster Zeit untersuchte er die geologische Rolle tief liegender Mantel-Plumes.
2008 erhielt er die Penrose-Medaille und 1983 den George P. Woollard Award der Geological Society of America. Er war Fellow der American Association for the Advancement of Science, der American Geophysical Union und der Geological Society of America, deren Präsident er 1997 war, und Mitglied der National Academy of Sciences. 2000 bis 2003 stand er der Sektion Geologie der National Academy of Sciences vor.